# CC Волка
CC Волка (лат. CC Lupi) — одиночная переменная звезда в созвездии Волка на расстоянии (вычисленном из значения параллакса) приблизительно 39154 световых лет (около 12005 парсеков) от Солнца. Видимая звёздная величина звезды — от менее +16m до +15m.

## Характеристики
CC Волка — красная пульсирующая переменная звезда, мирида (M:) спектрального класса M. Эффективная температура — около 3325 K.